# Lago Correntoso

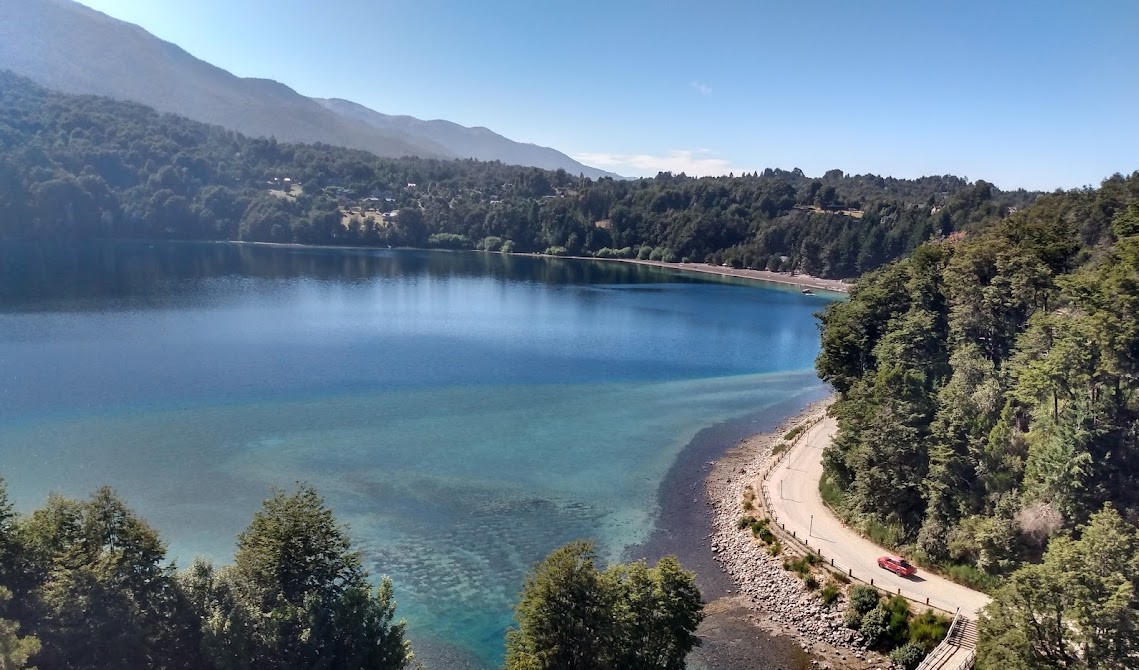
Lago Correntoso. Provincia del Neuquén

El Correntoso es un lago que se encuentra dentro del parque nacional Nahuel Huapi, en la ciudad de Villa La Angostura, departamento Los Lagos, en la provincia del Neuquén (Argentina). 
Está rodeado por la Ruta Nacional 40 en sus secciones sur, oeste y norte; mientras que en su parte oriental se hallan los cerros Belvedere y Montes de Oca.
El agua de este lago proviene principalmente del lago Espejo Chico, mediante el río Ruca Malén. En tanto, su único afluente es el río homónimo ubicado en el extremo sur, que vierte sus aguas hacia el lago Nahuel Huapi. Es en este último punto donde se encuentra la localidad de Villa La Angostura, que cuenta con una playa pública y balneario sobre la costa del lago.
El Camino de los Siete Lagos bordea la parte septentrional del lago, siendo el segundo de su recorrido, también es el más austral de todos.

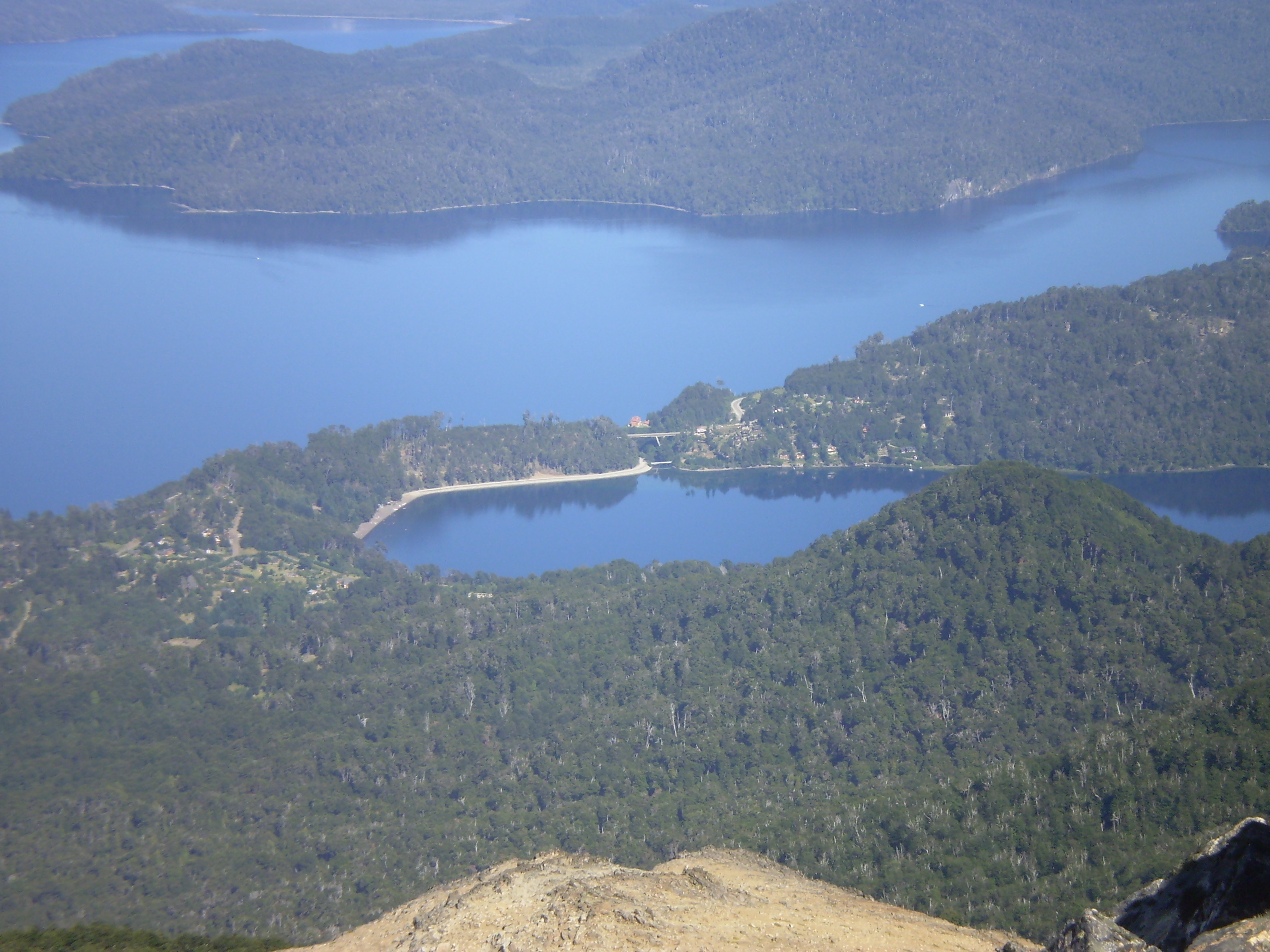
Vista del lago Correntoso (adelante) y el lago Nahuel Huapi (atrás) desde el cerro Bayo.

## Características
El espejo de agua que forma este lago, de un color verde-azulado, tiene aproximadamente 27 km², está enmarcado en una cadena montañosa de espectacular belleza y posee aguas con una temperatura más alta que el Nahuel Huapi.